# Johnny Palacios
Johnny Eulogio Palacios Cacho (La Ceiba, 1986. december 20. –) hondurasi válogatott labdarúgó.

## Fordítás
- Ez a szócikk részben vagy egészben  a   Johnny Palacios című angol Wikipédia-szócikk fordításán alapul.  Az eredeti cikk szerkesztőit annak laptörténete sorolja fel. Ez a jelzés csupán a megfogalmazás eredetét és a szerzői jogokat jelzi, nem szolgál a cikkben szereplő információk forrásmegjelöléseként.

1. ↑  Olympedia (angol nyelven), 2006